# 林机街道
林机街道是中国黑龙江省齐齐哈尔市昂昂溪区下辖的一个街道。